# لويس فرنانديز أوتشوا
لويس فرنانديز أوتشوا (بالإسبانية: Luis Fernández Ochoa)‏ هو متزحلق جبال الألب إسباني، ولد في 13 يناير 1965.

## وصلات خارجية
- لويس فرنانديز أوتشوا على موقع الاتحاد الدولي للتزلج (التزلج على المنحدرات الثلجية) (الإنجليزية)
- لويس فرنانديز أوتشوا على موقع أوليمبيديا (الإنجليزية)